# Sylvain Pioutaz
Sylvain Pioutaz est un réalisateur français.

## Filmographie
- 2006 : Demain la veille (Réalisateur et scénariste)
- 2011 : A la longue (Réalisateur et scénariste)